# Zlámanec
Zlámanec (en allemand : Zlamanetz) est une commune du district d'Uherské Hradiště, dans la région de Zlín, en République tchèque. Sa population s'élevait à 322 habitants en 2020.

## Géographie
Zlámanec se trouve à 13 km au nord-est d'Uherské Hradiště, à 11 km au sud-sud-ouest de Zlín, à 75 km à l'est de Brno et à 254 km au sud-est de Prague.
La commune est limitée par Bohuslavice u Zlína au nord, par Doubravy et Kelníky à l'est, par Svárov au sud et par Březolupy à l'ouest.

## Histoire
La première mention écrite du village date de 1392.